# Фрюктидор
Фрюктидо́р (фр. fructidor, від лат. fructus — «плід») — дванадцятий місяць (18/19 серпня — 16/17 вересня) французького республіканського календаря, що діяв з жовтня 1793 по 1 січня 1806.
Як і всі місяці французького республіканського календаря, фрюктидор складався з 30 днів, що поділялися на 3 декади. Кожен день мав назву сільськогосподарської рослини, крім п'ятого та десятого дня, що мали назву свійської тварини або сільськогосподарського приладу відповідно.